# Джон Акії-Буа
Джон Акії-Буа (англ. John Akii-Bua; нар. 6 липня 1940) — угандійський легкоатлет, який спеціалізувався в бігу з бар'єрами.

## Із життєпису
Олімпійський чемпіон-1972 з бігу на 400 метрів з бар'єрами, перший олімпійський чемпіон в історії Уганди. Олімпійська перемога була здобута з новим світовим рекордом (47,8 за ручним (або 47,82 за автоматичним) хронометражем).
На наступній Олімпіаді-1976 взяти участь не зміг через бойкот цих Ігор Угандою та низкою інших африканських країн.
Чемпіон (1973) та срібний призер (1978) Всеафриканських ігор з бігу на 400 метрів з бар'єрами.
Учасник Олімпійських ігор-1980, на час проведення яких жив у Німеччині, до якої переїхав з Уганди через побоювання в переслідуванні режимом Іді Аміна.
У 1983 повернувся до Уганди, де працював поліцейським та, паралельно, тренером.
Помер 1997 року в Кампалі.

## Основні міжнародні виступи
| Рік  | Змагання                       | Місто    | Місце | Дисципліна | Примітки         |
| ---- | ------------------------------ | -------- | ----- | ---------- | ---------------- |
| 1970 | Ігри Британської Співдружності | Единбург | 4     | 400 м з/б  |                  |
| 1972 | Олімпійські ігри               | Мюнхен   | 1     | 400 м з/б  | Відео на YouTube |
| 1973 | Всеафриканські ігри            | Лагос    | 1     | 400 м з/б  |                  |
| 1978 | Всеафриканські ігри            | Алжир    | 2     | 400 м з/б  |                  |
| 1980 | Олімпійські ігри               | Москва   | 2пф7  | 400 м з/б  |                  |
| 1980 | 2заб5                          | 4×400 м  |       |            |                  |

## Визнання
- Кавалер Срібного Олімпійського ордена (1986)

## Фільмографія
у 2008 вийшов британський документальний фільм «Історія Джона Акії-Буа: Африканська трагедія» (англ. The John Akii Bua Story: An African Tragedy) про життєпис спортсмена:
- The John Akii Bua Story: An African Tragedy на сайті IMDb (англ.)
- The John Akii Bua Story: An African Tragedy на YouTube (англ.)